# Bryan Hymel

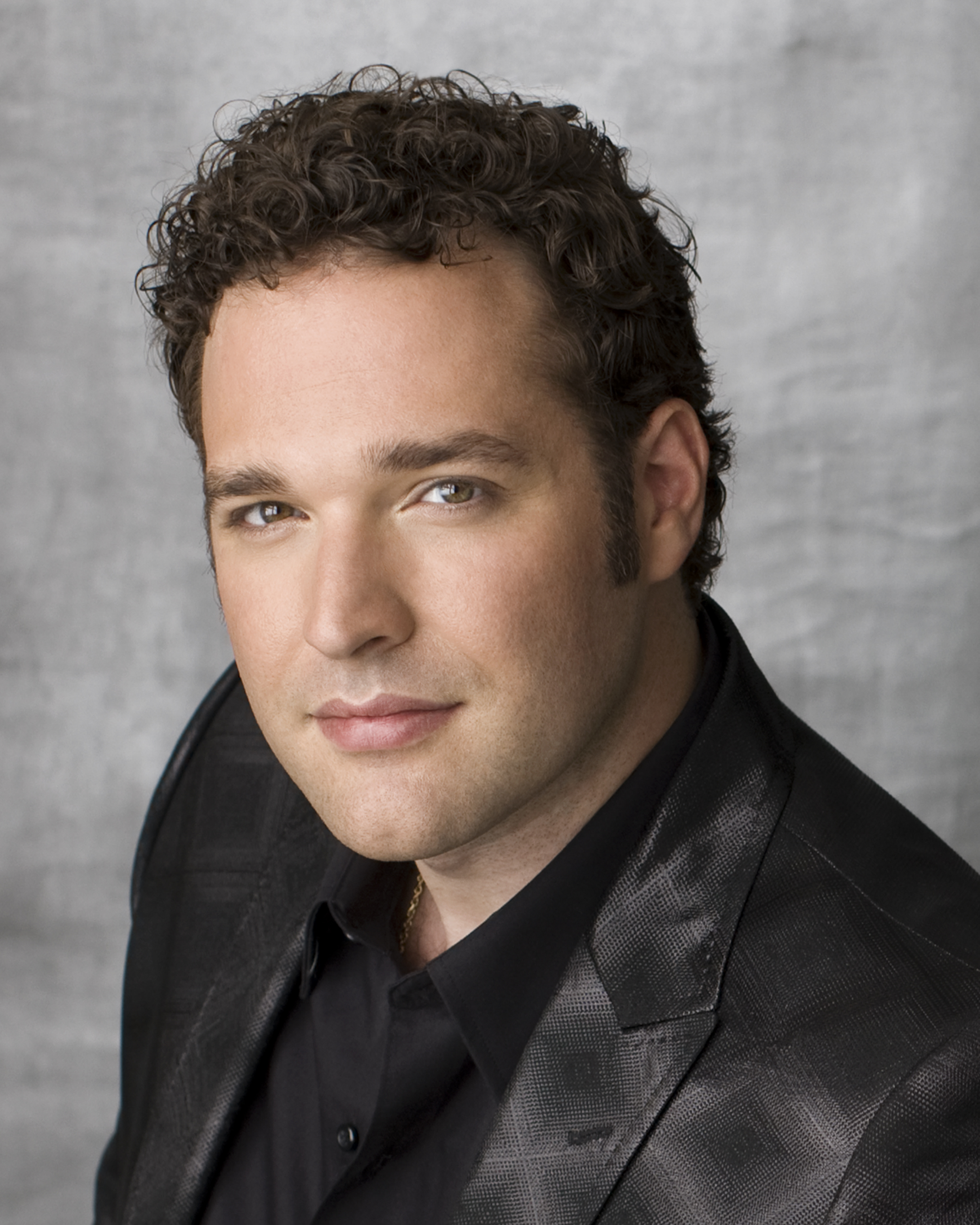
Bryan Hymel

Bryan Hymel (* 8. August 1979 in New Orleans) ist ein US-amerikanischer Opern- und Konzertsänger in der Stimmlage Tenor.

## Leben

### Jugend und Ausbildung
Bryan Hymel ist in New Orleans geboren und aufgewachsen und erlernte bereits als Kind das Klavier- und Trompetenspiel. Seinen Schulabschluss hat er an der Jesuit High School gemacht. Im Alter von neunzehn Jahren wurde er dem Opernpublikum mit dem Sieg in der Verdi Aria Competition beim Aspen Music Festival bekannt. Ein Jahr später war Hymel als jüngster Teilnehmer Finalist bei den Metropolitan Opera National Council Auditions und er erhielt ein Förderstipendium von der George London Foundation for Singers. Nach seinem Bachelor-Abschluss an der Loyola University New Orleans im Fach Gesang nahm er am Merola Opera Program der San Francisco Opera teil. Nach seiner Zeit dort besuchte er die renommierte Academy of Vocal Arts in Philadelphia, wo er bei Bill Schuman studierte.

### Karriere
Hymel machte 1998 sein professionelles Debüt als Bote der Philister in Samson et Dalila von Camille Saint-Saëns an der New Orleans Opera. Hier spielte er viele weitere Rollen, darunter den Arturo in Lucia di Lammermoor von Gaetano Donizetti, den Luigi in Il tabarro und den Rinuccio in Gianni Schicchi von Giacomo Puccini. Nach dem Debüt in seinem Heimatort sang Hymel den Tamino in Die Zauberflöte von Wolfgang Amadeus Mozart und den Herzog von Mantua in Rigoletto von Giuseppe Verdi an der Opera Grand Rapids. 2007 debütierte er in Europa an der Wexford Festival Opera in der Rolle des Prinzen in Rusalka von Antonín Dvořák. Später in diesem Jahr gab er gemeinsam mit Michelle DeYoung sein Rezital-Debüt in New York. Er sang außerdem in der Carnegie Hall mit dem Opera Orchestra of New York in einem Galakonzert zu Ehren der Dirigentin Eve Queler, bei der Renée Fleming, Marcello Giordani und Dolora Zajick mitwirkten.
Seitdem war Hymel an vielen führenden Opernhäusern in Europa sowie in Nord- und Südamerika zu hören, etwa als Don José in Carmen von Georges Bizet am Royal Opera House in London, bei der Canadian Opera Company und dem Simon Bolivar Orchestra in Caracas, dirigiert von Sir Simon Rattle und am Teatro alla Scala in Mailand. Er sang die Rolle des Pinkerton in Puccinis Madama Butterfly mit der English National Opera und der Canadian Opera Company, den Cavaradossi in Puccinis Tosca an der Opéra National de Bordeaux, den Guido in Eine florentinische Tragödie von Alexander von Zemlinsky und den Arturo in I Puritani von Vincenzo Bellini an der Griechischen Nationaloper in Athen, den Énée in Les Troyens von Hector Berlioz an der Netherlands Opera und den Prinzen in Dvořáks Rusalka an der Boston Lyric Opera.
Im Juli 2012 ersetzte Hymel Jonas Kaufmann, der erkrankt war, in der Rolle des Énée in Berlioz’ Les Troyens am Royal Opera House. Und ebenfalls in dieser Rolle ersetzte er Marcello Giordani am 26. Dezember 2012 sowie bei allen Folgeauftritten in der Opernsaison 2012/2013 an der Metropolitan Opera. Als Erzengel Michael war er bei den Salzburger Festspielen 2013 in der Oper Jeanne d’Arc – Szenen aus dem Leben der Heiligen Johanna von Walter Braunfels zu hören.
In der Opernsaison 2013/2014 gab er der Arrigo in Verdis I vespri siciliani am Royal Opera House, den Pinkerton in Madama Butterfly an der Wiener Staatsoper und der Metropolitan Opera, den Edgar in Giacomo Puccinis gleichnamiger Oper an der Oper Frankfurt und den Arnold aus Guillaume Tell von Gioachino Rossini bei den Münchner Opernfestspielen.
Im November 2014 sang Hymel die Rolle von Polyeucte in einer konzertanten Aufführung von Gaetano Donizettis Oper Les martyrs aus dem Jahr 1840. Die Oper wurde gemeinsam mit dem Orchestra of the Age of Enlightenment in der Londoner Royal Festival Hall aufgeführt. Außerdem war er in der Opernsaison 2014/2015 als Don José in Carmen an der New Orleans Opera, als Riccardo Percy in Donizettis Anna Bolena an der Lyric Opera of Chicago, als Arnold in Guillaume Tell an der Bayerischen Staatsoper, als Rodolfo in Puccinis La Bohème an der Dallas Opera und als Énée an der San Francisco Opera zu hören.
In der Opernsaison 2015/2016 gab er den Don José an der Washington National Opera und am Royal Opera House in London. Die Opéra National de Paris sah ihn als Faust in La damnation de Faust von Hector Berlioz und die Metropolitan Opera als Rodolfo in Puccinis La Bohème. Außerdem hatte er an der Deutschen Oper Berlin sein Debüt als Herzog von Mantua in Verdis Rigoletto und sang den Alfredo in Verdis La traviata in Paris.
Die Opernsaison 2016/2017 führte ihn an die Metropolitan Opera (als Arnold in Guillaume Tell), an die Mailänder Scala und zum Festival Castell de Peralada (als Pinkerton in Madama Butterfly), an die Opéra National de Paris (als Don Carlos in Verdis gleichnamiger Oper) und zum Aspen Music Festival (als Faust in La Damnation de Faust).
In der Opernsaison 2017/2018 gab er den Arrigo in I vespri siciliani am Royal Opera House, den Pinkerton in Madama Butterfly am Théâtre des Champs-Elysées, den Canio in Pagliacci von Ruggero Leoncavallo und den Turiddù in Cavalleria rusticana von Pietro Mascagni am Royal Opera House und den Rodolfo, den Don José und den Arrigo an der Bayerischen Staatsoper.
Im Zeitraum 2018 bis 2022 hatte Bryan Hymel Engagements
- an der Bayrische Staatsoper als Arrigo in Giuseppe Verdis Les vêpres siciliennes (2018),
- an der Metropolitan Opera als Faust in La damnation de Faust von Hector Berlioz (2020),
- an der Òpera de Las Palmas als Rodolfo in Giacomo Puccinis La Bohème (2020),
- am Royal Opera House als Don José in Carmen von Georges Bizet (2019) und als Mario Cavaradossi in Giacomo Puccinis Tosca (2021)
- an der San Francisco Opera als Roméo in Roméo et Juliette von Charles Gounod (2019),
- am Teatro Villamarta in Jerez de la Frontera als Don José in Carmen von Georges Bizet (2018 und 2020) und
- an der Wiener Staatsoper als Rodolfo in Giacomo Puccinis La Bohème (2018).

Bryan Hymel ist auch auf der Konzertbühne vertreten. So sang er in der Saison 2015/2016 zum ersten Mal an der Mailänder Scala den Tenorpart in Ludwig van Beethovens 9. Sinfonie, dirigiert von Gustavo Dudamel. Er hatte Konzertauftritte in der Smetana-Konzerthalle in Prag, am Théâtre des Champs-Élysées in Paris sowie in der Wigmore Hall in London. Er interpretierte Verdis Messa da Requiem mit dem Rotterdam Philharmonic Orchestra unter Yannick Nézet-Séguin und beim Edinburgh Festival unter Donald Runnicles, Fausts Verdammnis mit dem Orchestre National du Capitole de Toulouse, Roger Waters Ça Ira beim Festival in Göteborg und mit dem Nashville Symphony Orchestra sowie Berlioz’ Requiem (Grande messe des morts) mit dem Netherlands Philharmonic Orchestra und dem Orchestre National du Capitole de Toulouse. Er gab Solokonzerte unter Leitung von Frédéric Chaslin in Jerusalem, ein Neujahrskonzert unter Leitung von Emmanuel Villaume führte ihn in den Oman. Außerdem tourte er mit Künstlerinnen wie Susan Graham und Elina Garanca. 2008 gab er sein Debüt mit einem Liederabend bei den renommierten Rosenblatt Recitals.
Hymels erstes Solo-Album Héroïque erreichte Platz 3 in den Billboard Classical Music Charts und wurde von der Académie du Disque Lyrique 2015 mit dem Georges Thill Preis ausgezeichnet.
Im Jahr 2022 wurde Hymel zum Artist in Residence und außerordentlichen Lehrer am Westminster Choir College, der Musikschule der Rider University in Lawrence Township, New Jersey, ernannt.

### Persönliches
Bryan Hymel ist mit der griechische Sopranistin Irini Kyriakidou verheiratet, mit der er ein Kind hat.

## Repertoire (Auswahl)

### Oper
| Komponist               | Oper                         | Rolle              |
| ----------------------- | ---------------------------- | ------------------ |
| Vincenzo Bellini        | I Puritani                   | Arturo             |
| Hector Berlioz          | La damnation de Faust        | Faust              |
| Hector Berlioz          | Les Troyens                  | Énée               |
| Georges Bizet           | Carmen                       | Don José           |
| Gaetano Donizetti       | Anna Bolena                  | Percy              |
| Gaetano Donizetti       | Les martyrs                  | Polyeucte          |
| Gaetano Donizetti       | Lucia di Lammermoor          | Arturo             |
| Antonín Dvořák          | Rusalka                      | Prinz              |
| Charles Gounod          | Faust (Gounod)               | Faust              |
| Charles Gounod          | Roméo et Juliette            | Roméo              |
| Ruggero Leoncavallo     | Pagliacci                    | Canio              |
| Pietro Mascagni         | Cavalleria rusticana         | Turiddù            |
| Giacomo Meyerbeer       | Robert le diable             | Robert             |
| Wolfgang Amadeus Mozart | Die Zauberflöte              | Tamino             |
| Giacomo Puccini         | Edgar                        | Edgar              |
| Giacomo Puccini         | Il tabarro                   | Luigi              |
| Giacomo Puccini         | Gianni Schicchi              | Rinuccio           |
| Giacomo Puccini         | La Bohème                    | Rodolfo            |
| Giacomo Puccini         | Madama Butterfly             | Pinkerton          |
| Giacomo Puccini         | Tosca                        | Cavaradossi        |
| Gioachino Rossini       | Guillaume Tell               | Arnold             |
| Camille Saint-Saëns     | Samson et Dalila             | Bote der Philister |
| Richard Strauss         | Der Rosenkavalier            | Ein Sänger         |
| Giuseppe Verdi          | Don Carlos                   | Don Carlos         |
| Giuseppe Verdi          | La traviata                  | Alfredo            |
| Giuseppe Verdi          | Les vêpres siciliennes       | Arrigo             |
| Giuseppe Verdi          | Rigoletto                    | Herzog von Mantua  |
| Roger Waters            | Ça Ira                       |                    |
| Alexander von Zemlinsky | Eine florentinische Tragödie | Guido              |

### Vokalwerke
| Komponist            | Werk                             |
| -------------------- | -------------------------------- |
| Ludwig van Beethoven | 9. Sinfonie                      |
| Hector Berlioz       | Requiem (Grande messe des morts) |
| Giuseppe Verdi       | Messa da Requiem                 |

## Auszeichnungen
- 1998: Preisträger der Verdi Aria Competition beim Aspen Music Festival in Aspen, Colorado[3]
- 1999: Finalist bei den Metropolitan Opera National Council Auditions[4]
- 2002: Gewinner der Opera Lirica d’Orvieto Aria Competition in Perugia
- 2002: Gewinner der Palm Beach Opera Competition
- 2007: Gewinner des George London Award
- 2008: Erster Preis bei der Giulio Gari Foundation Competition[5]
- 2008: Erster Preia bei der Licia Albanese/Puccini Foundation Competition[5]
- 2008: Erster Preis bei der Loren L. Zachary Vocal Competition[5]
- 2009: Erster Preis bei der Gerda Lissner Foundation Competition[5]
- 2012: Gewinner des Beverly Sills Award der Metropolitan Opera in New York City für seine Darstellung des Énée in Les Troyens[5]
- 2013: Gewinner des Olivier Award am Londoner Royal Opera House für seine Darstellung in Les Troyens, Robert Le Diable und Rusalka[5]
- 2015: ECHO Klassik-Preisträger als „Nachwuchskünstler des Jahres“[5]
- 2015: Georges Thill Preis der Académie Nationale du Disque Lyrique für sein erstes Solo-Album Héroïque[5]

## Aufnahmen (Auswahl)
- Bryan Hymel, Héroïque – French Opera Arias mit der Prague Philharmonia unter Emmanuel Villaume[17]